# Elipsa (jezikoslovje)
Elípsa ali izpúst je jezikovna figura, pomeni pa neuporabo jezikovne prvine, ki jo je iz besedne zveze lahko razbrati.
Primera: 
- Ti očeta do praga, sin tebe čez prag.
- Kakor ti meni, tako jaz tebi...